# Euxoa subvaria
Euxoa subvaria là một loài bướm đêm trong họ Noctuidae.